# Kurt Wickenheiser
Kurt Wickenheiser (* 24. August 1964 in Regina, Saskatchewan) ist ein ehemaliger kanadischer Eishockeyspieler.

## Karriere

### Als Spieler
Kurt Wickenheiser, der Bruder von Doug Wickenheiser und Cousin von Hayley Wickenheiser, begann seine aktive Laufbahn als Eishockeyspieler in der kanadischen Juniorenliga Western Hockey League. Dort spielte er ab der Saison 1981/82 für die Regina Pats. Im Sommer 1987 unterschrieb er einen Vertrag in der British Hockey League in Großbritannien. Gleich in seiner ersten Saison erzielte Wickenheiser 144 Scorerpunkte in 34 Spielen und gehörte somit zu den besten Scorern des Teams. Folglich wurden Vereine aus stärkeren europäischen Ligen auf ihn aufmerksam. Nach weiteren vier Jahren in der britischen Liga, wechselte Wickenheiser schließlich in die Oberliga zum EHC Unna. Auch hier konnte er überzeugen und kam am Ende auf 103 Scorerpunkte in 35 Spielen.
Daraufhin folgte ein kurzes Intermezzo in Bayreuth, ehe er anschließend zum damaligen ERC Westfalen Dortmund wechselte. Hier schaffte Wickenheiser den endgültigen Durchbruch in Deutschland. Mit dem ERC konnte er in die damals zweithöchste deutsche Spielklasse, die 1. Liga Nord, aufsteigen. In seiner ersten Saison bei den Westfalen punktete er in 35 Spielen 195 Mal und hatte somit großen Anteil an diesem Erfolg. Zwei Spielzeiten später, im Jahr 1996, ging der Verein Konkurs.
Anschließend wechselte Wickenheiser in die Vereinigten Staaten und nochmal nach Deutschland, wo er für den SC Riessersee und den Heilbronner EC in der 1. Liga Süd beziehungsweise in der 1. Bundesliga aktiv war. Dies waren die letzten Jahre in den deutschen Ligen – nach seinem Engagement in Heilbronn kehrte er in die USA zurück. Dort beendete er seine Karriere bei den Corpus Christi Ice Rays in der Western Professional Hockey League.

### Als Trainer
Nach dem Ende seiner aktiven Karriere arbeitete Wickenheiser als Trainer. Bei den Corpus Christi Ice Rays stand er als Spielertrainer an der Bande. Einen ersten Job als Cheftrainer erhielt er bei den Jacksonville Barracudas. Dort sorgte er mehrmals für negative Schlagzeilen. Sein erstes Vergehen als Trainer unterlief Wickenheiser beim Heimspiel seines Clubs gegen die FireAntz aus Cape Fear. Ein Spieler seiner Mannschaft stürmte von der Bank aufs Eis und verwickelte gezielt einen gegnerischen Spieler in eine Schlägerei. Da Wickenheiser nicht versuchte, seinen Spieler zurückzuhalten, kassierte er als persönliche Strafe eine Sperre für die nächsten drei Spieltage. Sein Spieler wurde für zehn Spieltage gesperrt. Beide erhielten zudem noch eine Geldstrafe.
Nachdem er wenig später nach Ablauf seiner Strafe wieder an der Bande stand, fiel Wickenheiser erneut negativ auf. Diesmal warf er Gegenspielern Geldmünzen vor die Füße, um sie so auszubremsen. Allerdings wurde er dabei vom Linienrichter beobachtet und erhielt eine Sperre von zehn Spieltagen sowie eine Geldbuße.